# نسرین نکیسا
نسرین نکیسا (زادهٔ ۲۵ بهمن ۱۳۴۸) بازیگر ایرانی است. حضور او در مجموعه تلویزیونی کیمیا (۱۳۹۴) موجب شهرت او شد، او همچنین در مجموعه نمایش خانگی جیران (۱۴۰۱) در نقش مادر جیران به ایفای نقش پرداخت.

## زندگی‌نامه
نسرین نکیسا ۲۵ بهمن ۱۳۴۸ در شیراز‌ متولد شد. وی فارغ‌التحصیل لیسانس نمایش از دانشگاه هنر و معماری آزاد می‌باشد او در یک خانواده هنری بزرگ شد و از تئاتر شروع و با سینما و تلویزیون به شهرت رسید. وی سال‌هاست که با همسرش سلیمان تاش ازدواج کرده است که ثمره این زندگی دو دختر بنام‌های نیلوفر و دیگری نسترن می‌باشد. نسرین نکیسا از طایفه عمله ایل قشقایی در شیراز متولد شد. پدرش استاد هادی نکیسا آهنگساز و نوازنده  ایل قشقایی بود که اولین قدم‌های هنری وی با پدرش شروع و تا سال ۱۳۶۵ ادامه داشت.

## فعالیت هنری
نسرین نکیسا از سال ۱۳۶۵ با تئاتر در شیراز وارد عرصه هنری شد و در سال ۱۳۶۹ اولین‌بار با سریال مهر و ماه در قاب تلویزیون در کنار حسن جوهرچی که در این سریال بازی می‌کرد ظاهر شد. با سریال زنگ صدف در سال ۱۳۷۴ چهره‌اش شناخته شد و در میان آثار سینمایی با فیلم آژانس شیشه‌ای در سال ۱۳۷۶ در کنار پرویز پرستویی به شهرت رسید. وی در سریال حضرت یوسف در سال ۱۳۸۷ در نقش دینه خواهر حضرت یوسف بازی کرد که در فراق برادرش یوسف، التیام بخش حضرت یعقوب نبی بود. بین سال‌های ۱۳۷۵ تا ۱۳۸۵ بسیار پرکار بود اما بعد از یوسف پیامبر با بدنیا آمدن فرزندش فعالیت‌ها کمتر شد. اما با سریال کیمیا و حضور او در مجموعه دیگر بی‌کاری چند ساله‌اش جبران شد.

## فیلم‌شناسی

### نمایش خانگی
| سال  | نام    | کارگردان     | نقش        |
| ---- | ------ | ------------ | ---------- |
| ۱۴۰۰ | جیران  | حسن فتحی     | مادر جیران |
| ۱۳۹۷ | ممنوعه | امیر پورکیان | هاجر راد   |

### فیلم سینمایی
| سال  | نام              | کارگردان         |
| ---- | ---------------- | ---------------- |
| ۱۳۹۶ | پرسه در حوالی من | غزاله سلطانی     |
| ۱۳۹۳ | فصل بلوغ         | رهبر قنبری       |
| ۱۳۹۱ | دوباره با هم     | روزبه حیدری      |
| ۱۳۸۹ | فرمانده          | علی عطشانی       |
| ۱۳۸۷ | چتر سفید         | جابرعلی قاسمی    |
| ۱۳۸۳ | خداحافظ رفیق     | بهزاد بهزادپور   |
| ۱۳۸۲ | باز باران        | علی وزیریان      |
| ۱۳۸۰ | پرنده بازکوچک    | رهبر قنبری       |
| ۱۳۷۶ | آژانس شیشه‌ای     | ابراهیم حاتمی‌کیا |
| ۱۳۷۶ | آخرین نبرد       | حمید بهمنی       |
| ۱۳۷۴ | طالع سعد         | مهستی بدیعی      |

### مجموعه تلویزیونی
| سال  | نام                    | کارگردان                    | توضیحات |
| ---- | ---------------------- | --------------------------- | ------- |
| ۱۴۰۳ | ذهن زیبا               | سیدمحمدرضا خرمندان          | شبکه یک |
| ۱۴۰۳ | سوجان                  | حسین تبریزی                 | شبکه یک |
| ۱۴۰۳ | هشت پا                 | احمد معظمی                  | شبکه ۱  |
| ۱۴۰۲ | مستوران ۲              | سید علی هاشمی               | شبکه ۱  |
| ۱۴۰۱ | بی نشان                | راما قویدل                  | شبکه ۳  |
| ۱۴۰۰ | احضار                  | علیرضا افخمی                | شبکه ۱  |
| ۱۴۰۰ | گاندو ۲                | جواد افشار                  | شبکه ۳  |
| ۱۳۹۸ | گاندو                  | جواد افشار                  | شبکه ۳  |
| ۱۳۹۷ | بچه مهندس ۲            | علی غفاری                   | شبکه ۲  |
| ۱۳۹۶ | پرستاران               | علیرضا افخمی شهرام شاه‌حسینی | شبکه ۱  |
| ۱۳۹۶ | رنج پنهان              | بیژن میرباقری               | شبکه ۱  |
| ۱۳۹۵ | آرام میگیریم           | روح‌الله سهرابی              | شبکه ۲  |
| ۱۳۹۵ | بازگشت                 | حسین عامری                  | شبکه ۳  |
| ۱۳۹۵ | در قصه ها زندگی می‌کنند | داوود بیدل                  | شبکه ۲  |
| ۱۳۹۴ | کیمیا                  | جواد افشار                  | شبکه ۲  |
| ۱۳۸۹ | زندگی ارمغان خداست     | حبیب‌الله بهمنی              |         |
| ۱۳۸۸ | پس از سال‌ها            | اکبر خواجویی                | شبکه ۳  |
| ۱۳۸۷ | یوسف پیامبر            | فرج‌الله سلحشور              | شبکه ۱  |
| ۱۳۸۵ | ناری گل                | محمدعلی سلیمان تاش          |         |
| ۱۳۸۲ | سایه سکوت              | جواد افشار                  | شبکه ۲  |
| ۱۳۸۱ | تن‌ها                   | سید جواد هاشمی              |         |
| ۱۳۸۱ | شبکه                   | محمود عزیزی                 | شبکه ۲  |
| ۱۳۸۰ | آخرین روزهای شادبودن   | حجت قاسم‌زاده اصل            | شبکه ۱  |
| ۱۳۷۹ | امیر و غول چراغ جادو   | امیرحسین قهرایی             | شبکه ۱  |
| ۱۳۷۸ | داستان یک شهر          | اصغر فرهادی                 | شبکه ۵  |
| ۱۳۷۷ | روزگار جوانی           | شاپور قریب                  | شبکه ۵  |
| ۱۳۷۷ | باغ کوچک بی‌بی‌گل        | مهدی قاسمی                  | شبکه ۱  |
| ۱۳۷۷ | روزی عقابی             | محمدرضا مفیدی               | شبکت ۱  |
| ۱۳۷۷ | قصه زندگی              | سیروس کاشانی نژاد           | شبکه ۱  |
| ۱۳۷۷ | مسافر شهر قصه‌ها        | رسول بابارضا                | شبکه ۲  |
| ۱۳۷۵ | بهترین تابستان من      | علی بهادر                   | شبکه ۱  |
| ۱۳۷۵ | به رنگ صدف             | عباس رنجبر                  | شبکه ۱  |
| ۱۳۷۳ | ردپای دوست             | عباس رنجبر                  | شبکه ۱  |

تله فیلم
| سال  | نام                | کارگردان     |
| ---- | ------------------ | ------------ |
| ۱۳۹۳ | زمانی برای ایستادن | علی سرآهنگ   |
| ۱۳۹۱ | دختر صحرا          | عباس مرادیان |
| ۱۳۸۹ | صلات ظهر           | افشین صادقی  |
| ۱۳۸۵ | خاکستر و پروانه    | رهبر قنبری   |
| ۱۳۷۸ | بیراهه             | مهدی قاسمی   |
| ۱۳۷۷ | راه سوم            | قاسم جعفری   |

تئاتر
| سال  | نام           | کارگردان  |
| ---- | ------------- | --------- |
| ۱۳۹۲ | احساس آبی مرگ | امین میری |